# Ølsted (Hedensted Kommune)
 For alternative betydninger, se Ølsted. (Se også artikler, som begynder med Ølsted)
Ølsted er en lille by i Østjylland med 821 indbyggere  (2024). Ølsted er beliggende i Ølsted Sogn seks kilometer øst for Hedensted, 10 kilometer sydvest for Horsens og 19 kilometer nordøst for Vejle. Byen tilhører Hedensted Kommune og ligger i Region Midtjylland.
Ølsted Kirke er beliggende en kilometer nord for byen.
I Ølsted ligger både Ølsted Skole, og Ølsted børnehave.